# Resolució 1017 del Consell de Seguretat de les Nacions Unides
La Resolució 1017 del Consell de Seguretat de les Nacions Unides, adoptada per unanimitat el 22 de setembre de 1995, després de recordar les resolucions 621 (1988), 658 (1990), 690 (1991), 725 (1991), 809 (1993), 907 (1994), 973 (1995), 995 (1995) i 1002 (1995), el Consell ha debatut l'aplicació de la Pla de Regularització al Sàhara Occidental i va prorrogar el mandat de Missió de Nacions Unides pel Referèndum al Sàhara Occidental (MINURSO) fins al 31 de gener de 1996.
El Consell de Seguretat va recordar que els criteris de votant admissible i la proposta de compromís del Secretari General. Segons l'informe del secretari general Boutros Boutros-Ghali, només 2 de 8 centres d'identificació es troben actualment en funcionament. Per avançar, ambdues parts haurien de tenir una visió del període post-referèndum d'autodeterminació. El Consell lamenta el veto del Marroc a 100.000 sol·licitants que no viuen al territori del Sàhara Occidental estava contribuint als retards en el cronograma de la MINURSO. També va lamentar la negativa del Front Polisario a participar en aquest procés.
La resolució va reiterar el compromís del Consell de celebrar un referèndum d'autodeterminació del poble del Sàhara Occidental. Des de l'adopció de la Resolució 1002, les parts en qüestió no havie fet prou progressos vers al compliment del Pla de Regularització pel que fa al procés d'identificació, el codi de conducta, l'alliberament de presos polítics, el confinament de les tropes del Polisario i acores per a una reducció de les tropes marroquines. S'ha cridat les parts a cooperar amb les Nacions Unides i es va sol·licitar al Secretari general que fes propostes per resoldre aquest tipus de problemes.
Si bé el mandat de la MINURSO es va prorrogar fins al 31 de gener de 1996, el Consell va prendre nota de la possibilitat de retirar l'operació de pau si no es complien les condicions necessàries per al començament del període de transició (data suposada de 31 de maig de 1996). Es va demanar un informe al Secretari General abans del 15 de gener de 1996 sobre els avenços cap la implementació del pla de Regularització. També va demanar considerar formes de reduir els costos operatius de la MINURSO, inclòs el possible establiment d'un fons fiduciari als estats membres que hi vulguin contribuir voluntàriament.